# Dirección adjunta de Música y Cultura Popular del Instituto Valenciano de Cultura
La dirección adjunta de Música y Cultura Popular del Instituto Valenciano de Cultura es la responsable de la gestión musical de la Generalidad Valenciana. El IVC fue creado como resultado de la fusión de varios organismos públicos, entre ellos el Instituto Valenciano de la Música, la mayor parte de cuyas funciones ha heredado. Es el resultado de la reorganización del ente llamado CulturArts, que estuvo activo entre 2013 y 2015.

## Patrimonio
En el ámbito de la protección y difusión del patrimonio musical valenciano la dirección adjunta de Música y Cultura Popular tiene varias líneas de actuación. Por un lado están sus publicaciones y actividades propias: mediante discos, monografías o partituras, y mediante cursos y congresos como los dedicados a San Juan de Ribera, Ruperto Chapí o Vicente Martín y Soler, fomenta la investigación, la interpretación y el conocimiento del acervo musical valenciano. 
Por otro lado la dirección adjunta de Música y Cultura Popular trabaja activamente en la recuperación de legados de intérpretes y compositores, como Carlos Palacio, Vicente Asencio, Matilde Salvador, Ofelia Raga, Antonio Pérez Aleixandre, Salvador Porter y Antonio Balanzá Farinós, depositados en su sede, y en colaboración con la Biblioteca Valenciana, Agustín Alamán, Miguel Asins Arbó o Luis Sánchez Fernández. El IVM disponía de una biblioteca especializada donde estudiantes e investigadores podían acceder a estos fondos, dedicada desde 2013, además de la música, al teatro, la danza y el circo. Allí se custodian también varias decenas de miles de discos de vinilo cedidos en depósito por la emisora autonómica Ràdio 9 y la delegación en Valencia de Radio Nacional de España, que también entregó una colección de cintas de bobina abierta con grabaciones en vivo de conciertos y otros eventos.
Entre los fondos propios de la  la dirección adjunta de Música y Cultura Popular destaca su colección de más de mil cintas de casete y magnetofón procedentes de la campaña escolar "Tallers de Música Popular" dirigida por Vicent Torrent desde 1985, que en 2011 estaban prácticamente digitalizadas en su totalidad y a disposición de los estudiosos. Como resultado de estas recopilaciones de música popular interpretada por sus propios usuarios, se editó la colección discográfica "Fonoteca de Materials" que en 2012 alcanzó los 30 volúmenes.
Hay que señalar asimismo la colaboración del antiguo IVM en el inventario y catalogación de colecciones musicales de otras instituciones, como los fondos López-Chavarri, Agustín Alamán y Miguel Asins Arbó de la Biblioteca Valenciana, y las colecciones del Real Colegio-Seminario de Corpus Christi, el Ateneo Mercantil de Valencia o la Societat Coral El Micalet. 
Desde 2016 la dirección adjunta de Música y Cultura Popular colabora con la Federación de Sociedades Musicales de la Comunidad Valenciana en el desarrollo del programa Bankia escolta València, patrocinado por Bankia, que comprende diferentes iniciativas formativas, didácticas (como en Concurso Bankia de Orquestas Juveniles) y de protección del patrimonio de las sociedades musicales (como "Música a la llum"). 

## Festivales y certámenes
La dirección adjunta de Música y Cultura Popular organiza varios festivales: Ensems, de música contemporánea, en primavera; el Festival Internacional de Música Antigua y Barroca de Peñíscola, a comienzos de agosto; Polirítmia, en julio. Entre 2001 y 2009 el IVM fue responsable asimismo del festival Xabiajazz, celebrado en agosto en la localidad de Jávea. Como fruto de este festival el IVM publicó una colección discográfica que obtuvo varias veces reconocimientos como el de Mejor Disco del Año elegido por la revista especializada Cuadernos de Jazz. 
Por otra parte  la dirección adjunta de Música y Cultura Popular se ocupa cada año, en octubre, de la organización del ya tradicional Certamen de Bandas de la Comunitat Valenciana, en el que participan las sociedades musicales ganadoras de los respectivos certámenes provinciales, así como del Día del Cant d'estil (Canto valenciano), dedicado a difundir esta peculiar manifestación de la música tradicional valenciana, cultivada especialmente (aunque no de forma exclusiva) en la comarca de l'Horta Nord.
La dirección adjunta de Música y Cultura Popular tiene una especial sensibilidad por la profesionalización y estructuración del sector de la música, para lo cual organiza periódicamente seminarios y encuentros, además de entregar desde 2018 los Premios de la Música Valenciana y de organizar la Fira Trovam, donde anualmente se reúnen productores, programadores, promotores y artistas.

## Unidades artísticas y formaciones concertadas
La dirección adjunta de Música y Cultura Popular tiene asociadas dos unidades artísticas: una profesional, el Coro de la Generalidad Valenciana, cuyo director titular es Francisco Perales, y que tiene como sede principal el Palacio de las Artes Reina Sofía. La otra, de carácter formativo, es la Joven Orquesta de la Generalidad Valenciana, cuyo director y responsable pedagógico es Pablo Rus

## Difusión y ayudas
Una parte de la actividad de la dirección adjunta de Música y Cultura Popular consiste en colaborar con diferentes iniciativas públicas y privadas encaminadas a la difusión de la cultura musical en general y valenciana en particular. Para ello se publican anualmente varias convocatorias de ayudas, una de ellas centrada específicamente en el fomento de la industria discográfica, la otra para la organización de ciclos, festivales, cursos y otras actividades. La dirección adjunta de Música y Cultura Popular también convoca anualmente becas para perfeccionamiento de los estudios musicales. Los beneficiarios de estas becas colaboran luego en un Ciclo de Jóvenes Intérpretes organizado por la Universitat de València.